# Network for the Promotion of Asian Cinema
Le Network for the Promotion of Asian Cinema (NETPAC) est une organisation culturelle internationale consacrée à la promotion des cinémas d'Asie. Il a été créé à la suite d'une conférence sur le cinéma asiatique organisé à New Delhi en 1990 par la revue Cinemaya, de l'Asian Film Quarterly, à l'initiative et avec le soutien de l'UNESCO.
Le NETPAC est basé à Singapour et a des représentants dans 17 pays d'Asie ainsi que 8 pays hors d'Asie. Il regroupe en son sein des critiques, des cinéastes, des organisateurs de festivals, des conservateurs de patrimoine cinématographique et des distributeurs. Il est considéré comme une autorité de référence pour l’ensemble des cinémas d’Asie. 

## Pays membres du NETPAC
- Azerbaïdjan, Bangladesh, Chine, Hong Kong, Inde, Indonésie, Irak, Corée du Sud, Liban, Malaisie, Pakistan, Philippines, Singapour, Taïwan, Thaïlande, Turquie, Viêt Nam

## Pays membres associés du NETPAC
- Australie, Autriche, Espagne, France, Italie, Pays-Bas, États-Unis

## Le prix NETPAC
Le "Network for the Promotion of Asian Cinema" participe à de nombreux festivals de cinéma en Asie (Pusan, Singapour, Jeonju, Kerala...) et hors d'Asie (Berlin, Locarno, Karlovy Vary, Rotterdam, Vesoul...) et y décerne le très convoité "NETPAC Award", prix dédié aux films et réalisateurs asiatiques de talent. Parmi les cinéastes qui ont remporté ce prix figurent les Coréens Im Kwon-taek, Hong Sang-soo et Kim Ki-duk, le Chinois Jia Zhangke, les Taïwanais Hou Hsiao-hsien et Edward Yang, les Japonais Naomi Kawase et Nobuhiro Suwa, le Singapourien Eric Khoo, l'Irakien Abbas Fahdel...

## Films lauréats du prix NETPAC
(mai 2017).

### 1993
- The Peach Blossom Land  (Stan Lai, Taïwan)

### 1994
- Vidheyan  (Adoor Gopalakrishnan, Inde)

### 1995
- A Borrowed Life  (Wu Nien-jen, Taïwan)

### 1996
- Good Men, Good Women  (Hou Hsiao-hsien, Taïwan)
- Three Friends (Yim Soon-rye, Corée du Sud)

### 1997
- 12 Storeys  (Eric Khoo, Singapour)
- 2/Duo (Nobuhiro Suwa, Japon)
- Bad Movie (Jang Sun-Woo, Corée du Sud)

### 1998
- Xiao Wu, artisan pickpocket (Jia Zhangke, République populaire de Chine)
- Le Pouvoir de la province de Kangwon (Hong Sang-soo, Corée du Sud)

### 1999
- The Bird Who Stops in the Air (Jeon Soo-il, Corée du Sud)
- The Servant's Shirt (Mani Kaul, Inde)

### 2000
- Yi Yi (Edward Yang, Taïwan)
- Platform (Jia Zhangke, République populaire de Chine)
- Le Chant de la fidèle Chunhyang (Im Kwon-taek, Corée du Sud)
- Nang Nak (Nonzee Nimibutr, Thaïlande)

### 2001
- Bulletin secret (Babak Payami, Iran)
- Take Care of My Cat (Jeong Jae-eun, Corée du Sud)

### 2002
- Wave (Hiroshi Okuhara, Japon)
- Chen Mo and Meiting (Liu Hao, République populaire de Chine)

### 2003
- Printemps, été, automne, hiver… et printemps (Kim Ki-duk, Corée du Sud)
- The Coast Guard (Kim Ki-duk, Corée du Sud)
- Blessing Bell (Hiroyuki Tanaka, Japon)
- Untold Scandal (Lee Je-yong, Corée du Sud)

### 2004
- Locataires (Kim Ki-duk, Corée du Sud)
- The Taste of tea (Katsuhito Ishii, Japon)
- The Missing (Lee Kang-sheng, Taïwan)

### 2005
- Sanctuary (Yuhang Ho, Malaisie)
- This Charming Girl (Lee Yoon-ki, Corée du Sud)
- The Unforgiven (Yung Jong-bin, Corée du Sud)

### 2006
- The Lost Hum (Hiromasa Hirosue, Japon)
- The Last Dining Table (Roh Gyeong-tae, Corée du Sud)

### 2007
- La Forêt de Mogari (Naomi Kawase, Japon)
- La Petite Fille de la terre noire (Jeon Soo-il, Corée du Sud)
- Tuli (Auraeus Solito, Philippines)
- Sous les bombes (Philippe Aractingi, Liban)

### 2008
- United Red Army (Koji Wakamatsu, Japon)
- Members of the Funeral (Baek Seung-bin, Corée du Sud)

### 2009
- L'Aube du monde (Abbas Fahdel, Irak)